# 伊卡坦 (阿拉斯加州)
伊卡坦（英語：Ikatan）是位於美國阿拉斯加州東阿留申自治市鎮的一個非建制地區。該地的面積和人口皆未知。

## 地理
伊卡坦的座標為54°45′00″N 163°18′30″W / 54.75000°N 163.30833°W，而該地的平均海拔高度為9米（即30英尺）。